# Stepanos Bedros X Azarian
Stepanos Bedros X Azarian, (Ստեփանոս Պետրոս Ժ. Ազարեան - in armeno) in italiano Stefano Pietro X (Costantinopoli, 31 dicembre 1826 – Costantinopoli, 1º maggio 1899), è stato arcivescovo titolare di Nicosia e decimo patriarca della Chiesa armeno-cattolica.

## Biografia
Eletto patriarca il 4 agosto 1881, fu confermato dalla Santa Sede il 4 agosto 1887. Durante il suo patriarcato fu celebrato il secondo sinodo della Chiesa armeno-cattolica (1890).
In occasione del concilio Vaticano I scrisse Ecclesiae Armenae traditio de romani pontificis primato (Roma 1870).

## Genealogia episcopale e successione apostolica
La genealogia episcopale è:
- Cardinale Scipione Rebiba
- Cardinale Giulio Antonio Santori
- Cardinale Girolamo Bernerio, O.P.
- Arcivescovo Galeazzo Sanvitale
- Cardinale Ludovico Ludovisi
- Cardinale Luigi Caetani
- Cardinale Ulderico Carpegna
- Cardinale Paluzzo Paluzzi Altieri degli Albertoni
- Papa Benedetto XIII
- Papa Benedetto XIV
- Papa Clemente XIII
- Cardinale Bernardino Giraud
- Cardinale Alessandro Mattei
- Cardinale Pietro Francesco Galleffi
- Cardinale Giacomo Filippo Fransoni
- Cardinale Andon Bedros IX Hassoun
- Patriarca Stepanos Bedros X Azarian

La successione apostolica è:
- Patriarca Boghos Bedros XI Emmanuelian (1881)
- Vescovo Joseph Ferahian (1884)
- Vescovo Pascal Giamgian (1884)
- Arcivescovo Garabed Aslanian (1885)
- Vescovo Barnabé Akscheislian (1886)
- Vescovo Arsène Aïdynian, C.A.M. (1887)
- Vescovo Joannes Obcalocesien (1887)
- Patriarca Avedis Bedros XIV Arpiarian (1890)
- Vescovo Garabed Kiciurian (1890)
- Vescovo Avedis Marcus Turkian (1890)
- Patriarca Boghos Bedros XIII Terzian (1892)
- Arcivescovo Isaac Hagian (1892)
- Vescovo Nerses Djindoyan, C.A.M. (1892)